# Kościół Synagogi w Nazarecie
Kościół Synagogi w Nazarecie – kościół melchicki położony w mieście Nazaret, na północy Izraela.

## Historia

### Tradycja chrześcijańska
Tradycja chrześcijańska łączy ten kościół z synagogą, w której zazwyczaj modlił się, a później nauczał Jezus Chrystus.

### Historia budowli
Pierwotnie w miejscu tym znajdowała się synagoga, której powstanie jest datowane na około VI wiek. Mimo to grekokatolicy upierają się, że to do tej synagogi uczęszczał Jezus Chrystus. Tradycja ta powstała w okresie bizantyjskim, kiedy to wierzący zaczęli zbierać się tutaj na modlitwy. Na ruinach tej synagogi w XII wieku krzyżowcy wznieśli pierwszy kościół. Do XVIII wieku pozostawał on pod kontrolą franciszkanów z Kustodii Ziemi Świętej, a następnie szejk Dhaher al-Omar przekazał go kościołowi melchickiemu. W 1887 roku melchici wybudowali obok zabytkowej świątyni nowy kościół, ozdobiony imponującymi malowidłami.

## Opis budowli
Oba kościoły znajdują się przy małym i wąskim dziedzińcu, do którego dostęp jest jedynie przez bramę z jednej ulic przy rynku. Stary kościół jest unikalną budowlą położoną około 1,5 metra poniżej powierzchni ziemi. Prowadzą do niego schody w dół. Nad jego drzwiami wejściowymi znajduje się wyryty w kamieniu napis "Synagoga". Wnętrze jest stosunkowo niewielkie i jest w całości wykonane z kamienia. Sufit posiada sklepienie kolebkowe. Wzdłuż ścian poustawiane są ławki. Podłogę wykonano z kamiennych płytek o różnych rozmiarach. W północnej części znajduje się ołtarz, a za nim w niszy obraz przedstawiający scenę kazania Jezusa w synagodze.

## Turystyka
Kościoła nie można zwiedzać w godzinach, kiedy odbywają się nabożeństwa. Świątynia jest otwarta dla turystów od poniedziałku do soboty w godz. 8.00-12.00 i 14.00-17.00.